# 제시카 산체스
제시카 산체스(Jessica Sanchez, 1995년 8월 4일 ~ )는 미국의 가수로, 《아메리칸 아이돌 시즌 11》의 준우승자이다.